# Gobierno de Cantabria
El Gobierno de Cantabria es una de las instituciones estatutarias que conforman la comunidad autónoma de Cantabria, siendo el órgano superior colegiado que dirige la política y la administración de esta autonomía española y es, asimismo, el titular de la función ejecutiva y de la potestad reglamentaria sobre dicho territorio. Hasta la reforma estatutaria de 1999, recibió el nombre de Diputación Regional de Cantabria. Antes de la declaración de la Autonomía en 1982, con la Diputación Provincial de Santander era la encargada de gobernar la provincia de Santander. Durante la guerra civil española, el territorio de la comunidad fue regido entre febrero y agosto de 1937 por el Consejo Interprovincial de Santander, Palencia y Burgos, que ha venido siendo considerado como un precedente de la autonomía.
Hasta el 29 de agosto de 2016, fecha en que se cumplieron 253 días de gobierno en funciones de Mariano Rajoy, el Gobierno cántabro fue la administración pública española que más tiempo tuvo un gobierno en funciones en tiempos de paz. Concretamente, la situación de interinidad se inició el 7 de noviembre de 1994, cuando el presidente, Juan Hormaechea (UPCA), presentó su dimisión obligado por sentencia judicial. Su sustituto, José Joaquín Martínez Sieso (PP), no sería nombrado hasta el 17 de julio de 1995, después de haberse celebrado elecciones autonómicas el 28 de mayo de 1995. En total, Cantabria estuvo 252 días con un gobierno en funciones.

## Composición
Preside el gobierno cántabro el presidente de Cantabria, quien es elegido por el Parlamento de Cantabria entre sus miembros. Este a su vez elige a los titulares de las consejerías, los cuales pueden ser miembros o no del Parlamento.

## Gobierno actual
El actual Gobierno de Cantabria está constituido únicamente por el Partido Popular, que gobierna en minoría. Consta de la presidencia y nueve consejerías.
Órgano/rango del órgano
- (■ ) Director general
- (■ ) Secretario general
- (■ ) Subdirector general
- (● ) Organismo autónomo/empresa pública

| Cargo                                                                          | Retrato | Nombre                      | Inicio                   | Final                    | Partido                  | Partido                  | Ref.                     |
| Presidencia de Cantabria                                                       | Presidencia de Cantabria | Presidencia de Cantabria    | Presidencia de Cantabria | Presidencia de Cantabria | Presidencia de Cantabria | Presidencia de Cantabria | Presidencia de Cantabria |
| ------------------------------------------------------------------------------ | --- | --------------------------- | ------------------------ | ------------------------ | ------------------------ | ------------------------ | ------------------------ |
| Presidenta                                                                     | | María José Sáenz de Buruaga | 5 de julio de 2023       | En el cargo              |                          | PP                       | [ 7 ]                    |
| Presidenta                                                                     | Ver lista6 de julio de 2015 – presente - Gabinete del Presidente. - Director del Gabinete. - Gabinete de Prensa. - Asesor de Comunicación. - Coordinador de la Presidencia. |                             |                          |                          |                          |                          | [ 7 ]                    |
| Consejería de Presidencia, Justicia, Seguridad y Simplificación Administrativa | |                             |                          |                          |                          |                          |                          |
| Consejera de Presidencia, Interior, Justicia y Acción Exterior                 | | Isabel Urrutia              | 10 de julio de 2023      | En el cargo              |                          | PP                       | [ 8 ] [ 9 ]              |
| Consejera de Presidencia, Interior, Justicia y Acción Exterior                 | Ver lista29 de enero de 2020 – present - (■ ) Dirección General de Función Pública - (■ ) Subdirección General de Función Pública - (■ ) Dirección General del Servicio Jurídico - (■ ) Subdirección General del Servicio Jurídico - (■ ) Dirección General de Simplificación Administrativa, Transparencia y Participación Ciudadana - (■ ) Subdirección General de Simplificación Administrativa, Transparencia y Participación Ciudadana - (■ ) Dirección General de Seguridad y Protección Ciudadana - (■ ) Subdirección General de Seguridad y Protección Ciudadana - (■ ) Dirección General de Informática - (■ ) Subdirección General de Informática - (■ ) Dirección General de Justicia y Víctimas del Terrorismo - (■ ) Subdirección General de Justicia y Víctimas del Terrorismo - (■ ) Dirección General de Administración Local, Acción Exterior y Casas de Cantabria - (■ ) Subdirección General de Administración Local, Acción Exterior y Casas de Cantabria - (■ ) Secretaría General - (● ) Centro de Estudios de la Administración Pública Regional de Cantabria (CEARC) - (● ) Servicio de Emergencias de Cantabria (SEMCA) - (● ) Servicio de Juego y Espectáculos - (● ) Consejo Económico y Social de Cantabria (CESCAN) |                             |                          |                          |                          |                          | [ 8 ] [ 9 ]              |
| Consejería de Fomento, Ordenación del Territorio y Medio Ambiente              | |                             |                          |                          |                          |                          |                          |
| Consejero de Fomento, Ordenación del Territorio y Medio Ambiente               | | Roberto Media               | 10 de julio de 2023      | En el cargo              |                          | PP                       | [ 8 ] [ 9 ]              |
| Consejero de Fomento, Ordenación del Territorio y Medio Ambiente               | Ver lista29 de enero de 2020 – present - (■ ) Dirección General de Obras Públicas - (■ ) Subdirección General de Carreteras, Vías y Obras - (■ ) Dirección General de Aguas y Puertos - (■ ) Subdirección General de Aguas y Puertos - (■ ) Dirección General de Transportes y Comunicaciones - (■ ) Subdirección General de Transportes y Comunicaciones - (■ ) Dirección General de Vivienda y Arquitectura - (■ ) Subdirección General de Vivienda y Arquitectura - (■ ) Dirección General de Urbanismo y Ordenación del Territorio - (■ ) Subdirección General de Planificación Territorial y del Paisaje - (■ ) Subdirección General de Urbanismo - (■ ) Dirección General de Medio Ambiente y Cambio Climático - (■ ) Subdirección General de Control Ambiental - (■ ) Secretaría General - (● ) Gestión de Viviendas e Infraestructuras en Cantabria (Gesvicán) - (● ) Medio Ambiente, Agua, Residuos y Energía de Cantabria, S.A. (MARE) - (● ) Centro de Investigación del Medio Ambiente (CIMA) - (● ) Fundación Instituto de Hidráulica Ambiental de Cantabria |                             |                          |                          |                          |                          | [ 8 ] [ 9 ]              |
| Consejería de Economía, Hacienda y Fondos Europeos                             | |                             |                          |                          |                          |                          |                          |
| Consejero de Economía, Hacienda y Fondos Europeos                              | | Luis Ángel Agüeros          | 10 de julio de 2023      | En el cargo              |                          | PP                       | [ 8 ] [ 9 ]              |
| Consejero de Economía, Hacienda y Fondos Europeos                              | Ver lista29 de enero de 2020 – present - (■ ) Dirección General de Economía - (■ ) Dirección General de Fondos Europeos - (■ ) Subdirección General de Fondos Europeos - (■ ) Dirección General de Tesorería, Presupuestos y Política Financiera - (■ ) Subdirección General de Tesorería y Política Financiera - (■ ) Subdirección General de Presupuestos - (■ ) Intervención General - (■ ) Subdirección General de Intervención y Fiscalización - (■ ) Subdirección General de Control Financiero - (■ ) Subdirección General de Contabilidad y de Información Económico-Financiera - (■ ) Secretaría General - (● ) Instituto Cántabro de Estadística (ICANE) - (● ) Agencia Cántabra de Administración Tributaria (ACAT) - (● ) Instituto de Finanzas de Cantabria (ICAF) - (● ) Fundación Comillas del Español y la Cultura Hispánica - (● ) Sociedad Gestora Interreg Espacio Sudoeste Europeo, S.L. (SOGIESE) - (● ) Oficina de Proyectos Europeos del Gobierno de Cantabria, S.L. - (● ) Sociedad de Activos Inmobiliarios Campus Comillas, S.L.U. (SAICC) |                             |                          |                          |                          |                          | [ 8 ] [ 9 ]              |
| Consejería de Educación, Formación Profesional y Universidades                 | |                             |                          |                          |                          |                          |                          |
| Consejero de Educación, Formación Profesional y Universidades                  | | Sergio Silva Fernández      | 10 de julio de 2023      | En el cargo              |                          | PP                       | [ 8 ] [ 9 ]              |
| Consejero de Educación, Formación Profesional y Universidades                  | Ver lista29 de enero de 2020 – present - (■ ) Dirección General de Calidad y Equidad Educativa y Ordenación Académica - (■ ) Dirección General de Personal Docente - (■ ) Subdirección General de Personal Docente - (■ ) Dirección General de Formación Profesional y Educación Permanente - (■ ) Dirección General de Centros e Infraestructuras Educativas - (■ ) Dirección General de Universidades y Política Universitaria - (■ ) Secretaría General |                             |                          |                          |                          |                          | [ 8 ] [ 9 ]              |
| Consejería de Cultura, Turismo y Deporte                                       | |                             |                          |                          |                          |                          |                          |
| Consejera de Cultura, Turismo y Deporte                                        | | Eva Guillermina Fernández   | 10 de julio de 2023      | En el cargo              |                          | PP                       | [ 8 ] [ 9 ]              |
| Consejera de Cultura, Turismo y Deporte                                        | Ver lista29 de enero de 2020 – present - (■ ) Dirección General de Cultura y Patrimonio Histórico - (■ ) Subdirección General de Cultura y Patrimonio Histórico - (■ ) Dirección General de Turismo y Hostelería - (■ ) Subdirección General de Turismo - (■ ) Dirección General de Deportes - (■ ) Secretaría General - (● ) Sociedad Regional de Educación, Cultura y Deporte (SRECD) - (● ) Fundación Festival Internacional de Santander - (● ) Fundación Fondo Cantabria Coopera - (● ) Consejo Cántabro de Cooperación Internacional al Desarrollo - (● ) Sociedad Regional Cántabra de Promoción Turística (Cantur) - (● ) Sociedad Pública Mixta El Soplao, S.L - (● ) Fundación Camino Lebaniego |                             |                          |                          |                          |                          | [ 8 ] [ 9 ]              |
| Consejería de Desarrollo Rural, Ganadería, Pesca y Alimentación                | |                             |                          |                          |                          |                          |                          |
| Consejero de Desarrollo Rural, Ganadería, Pesca y Alimentación                 | | Pablo Palencia              | 10 de julio de 2023      | En el cargo              |                          | PP                       | [ 8 ] [ 9 ]              |
| Consejero de Desarrollo Rural, Ganadería, Pesca y Alimentación                 | Ver lista29 de enero de 2020 – present - (■ ) Dirección General de Desarrollo Rural - (■ ) Subdirección General de Ayudas Comunitarias - (■ ) Dirección General de Ganadería - (■ ) Dirección General de Pesca y Alimentación - (■ ) Dirección General de Montes y Biodiversidad - (■ ) Subdirección General de Montes y Biodiversidad - (■ ) Secretaría General - (● ) Oficina de Calidad Alimentaria (ODECA) |                             |                          |                          |                          |                          | [ 8 ] [ 9 ]              |
| Consejería de Industria, Empleo, Innovación y Comercio                         | |                             |                          |                          |                          |                          |                          |
| Consejero de Industria, Empleo, Innovación y Comercio                          | | Eduardo Arasti              | 10 de julio de 2023      | En el cargo              |                          | PP                       | [ 8 ] [ 9 ]              |
| Consejero de Industria, Empleo, Innovación y Comercio                          | Ver lista29 de enero de 2020 – present - (■ ) Dirección General de Industria, Energía y Minas - (■ ) Dirección General de Innovación, Desarrollo Tecnológico y Emprendimiento Industrial - (■ ) Dirección General de Comercio y Consumo - (■ ) Dirección General de Trabajo, Economía Social y Empleo Autónomo - (■ ) Secretaría General - (● ) Sociedad para el Desarrollo Regional de Cantabria (Sodercán) - (● ) Fundación Centro Tecnológico de Logística Integral de Cantabria (CTL Cantabria) - (● ) Ciudad del Transporte de Santander, S.A. (Citrasa) - (● ) Suelo Industrial de Cantabria, S.L. (Sicán) - (● ) Sociedad Gestora del Parque Científico y Tecnológico de Cantabria, S.L. (PCTCAN) - (● ) Instituto Cántabro de Seguridad y Salud en el Trabajo (ICASST) - (● ) Servicio Cántabro de Empleo (EMCAN) - (● ) Fundación para las Relaciones Laborales de Cantabria (ORECLA) |                             |                          |                          |                          |                          | [ 8 ] [ 9 ]              |
| Consejería de Salud                                                            | |                             |                          |                          |                          |                          |                          |
| Consejero de Salud                                                             | | César Pascual               | 10 de julio de 2023      | En el cargo              |                          | PP                       | [ 8 ] [ 9 ]              |
| Consejero de Salud                                                             | Ver lista29 de enero de 2020 – present - (■ ) Dirección General de Salud Pública - (■ ) Subdirección General de Salud Pública - (■ ) Dirección General de Planificación, Ordenación, Gestión del Conocimiento y Salud Digital - (■ ) Subdirección General de Salud Digital - (■ ) Dirección General de Farmacia, Humanización y Coordinación Socio Sanitaria - (■ ) Subdirección General de Farmacia, Humanización y Coordinación Socio Sanitaria - (● ) Servicio Cántabro de Salud (SCS) - (● ) Fundación Marqués de Valdecilla (FMV) - (● ) Instituto de Investigación Marqués de Valdecilla (IDIVAL) - (● ) Hospital Virtual Marqués de Valdecilla, S.L. |                             |                          |                          |                          |                          | [ 8 ] [ 9 ]              |
| Consejería de Inclusión Social, Juventud, Familias e Igualdad                  | |                             |                          |                          |                          |                          |                          |
| Consejera de Inclusión Social, Juventud, Familias e Igualdad                   | | Begoña Gómez del Río        | 10 de julio de 2023      | En el cargo              |                          | PP                       | [ 8 ] [ 9 ]              |
| Consejera de Inclusión Social, Juventud, Familias e Igualdad                   | Ver lista29 de enero de 2020 – presente - (■ ) Dirección General de Dependencia, Atención Sociosanitaria y Soledad no deseada - (■ ) Subdirección General de Dependencia, Atención Sociosanitaria y Soledad no deseada - (■ ) Dirección General de Juventud, Cooperación al Desarrollo y Voluntariado - (■ ) Dirección General de Inclusión Social, Familias e Igualdad - (■ ) Secretaría General - (● ) Instituto Cántabro de Servicios Sociales (ICASS) - (● ) Fundación Cántabra para la Salud y el Bienestar Social (FCSBS) - (● ) Consejo de Juventud de Cantabria - (● ) Consejo de la Mujer de Cantabria - (● ) Observatorio de Igualdad de Género |                             |                          |                          |                          |                          | [ 8 ] [ 9 ]              |
| Portavocía del Gobierno                                                        | |                             |                          |                          |                          |                          |                          |
| Portavoz                                                                       | | María José Sáenz de Buruaga | 10 de julio de 2023      | En el cargo              |                          | PP                       | [ 6 ]                    |

## Empresas públicas

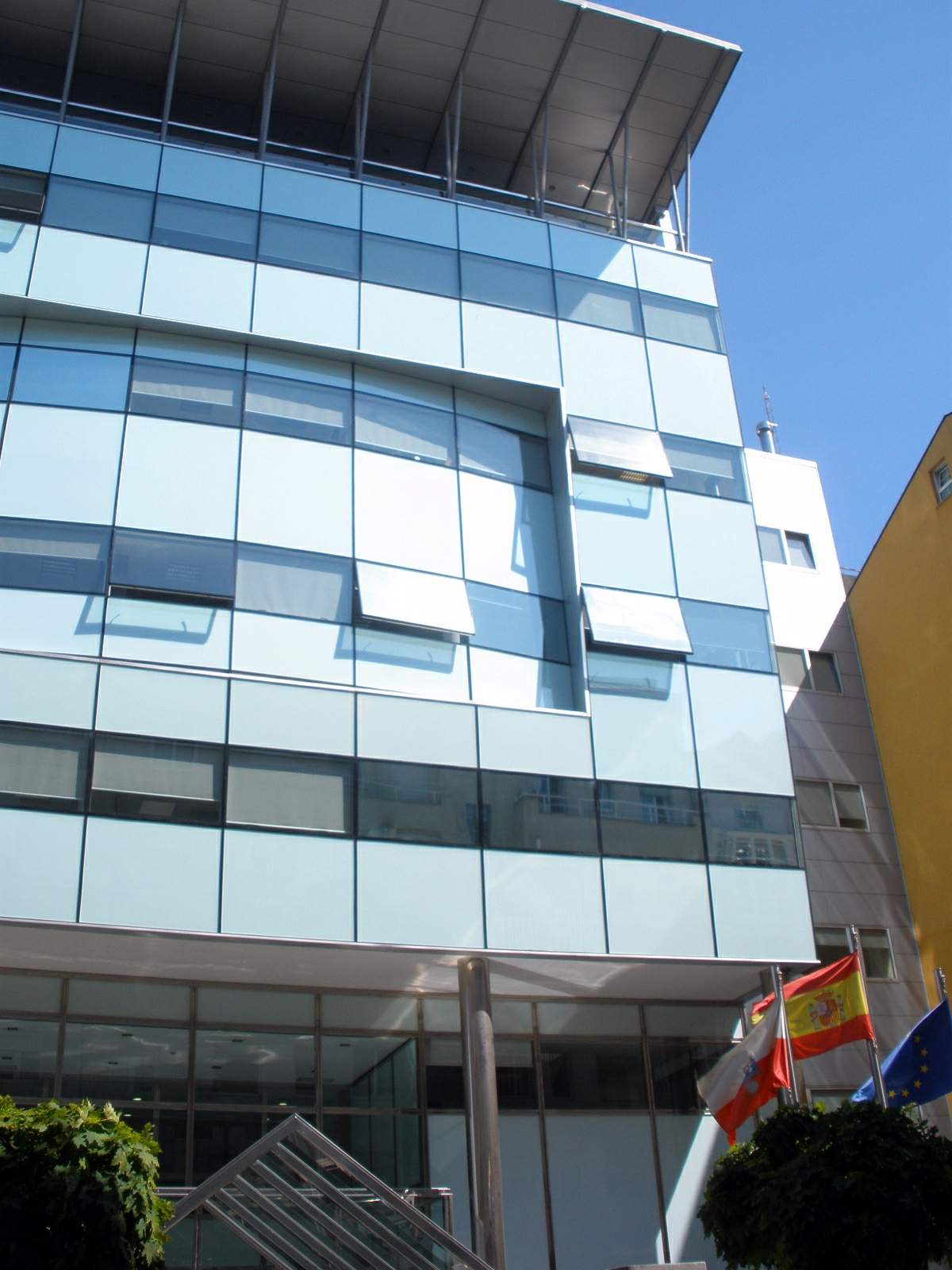
Sede actual del Gobierno de Cantabria en la calle Peña Herbosa de Santander.

- Cantur (Sociedad Cántabra de Promoción Turística).[10]
- Sicán (Suelo Industrial de Cantabria).[11]
- Sodercán (Sociedad para el Desarrollo Regional de Cantabria)[12]
- Gesvicán (Gestión de Viviendas e Infraestructuras de Cantabria).
- Puertos de Cantabria.
- PCTCAN (Parque Científico y Tecnológico de Cantabria).[13]
- SCS (Servicio Cántabro de Salud).[14]
- OPE (Oficina de Proyectos Europeos).[15]
- MARE (Medio Ambiente, Agua, Residuos y Energía).[16]

## Dependencias
Las diferentes consejerías del Gobierno de Cantabria se encuentran repartidas en la ciudad de Santander. La sede de la presidencia se encontraba en la calle Casimiro Sainz, en la zona de Puertochico, sin embargo fue demolida debido a la antigüedad de sus instalaciones con la intención de construir en el mismo lugar un nuevo edificio proyectado por Rafael Moneo, al estilo del Kursaal, en su lugar. Esta nueva construcción albergaría algunas consejerías además de la propia Presidencia con objeto de centralizar la administración y eliminar la dispersión, no obstante el proyecto no se ha llevado a cabo, debido a su elevado coste. Actualmente la sede principal del Gobierno se encuentra en el moderno Palacio de Peña Herbosa, que se ubica también en Puertochico. Para la Consejería de Obras Públicas y Vivienda se construyó un edificio en el solar de "El Palacio del Mueble" desplomado el 19 de febrero de 2006.

## Presupuesto
| Consejería                                                      | Titular                           | Presupuesto (2025) | Ref.  |
| --------------------------------------------------------------- | --------------------------------- | ------------------ | ----- |
| Presidencia, Justicia, Seguridad y Simplifcación Administrativa | María Isabel Urrutia de los Mozos | 182 637 757 €      | [ 3 ] |
| Fomento, Vivienda, Ordenación del Territorio y Medio Ambiente   | Roberto Media Sainz               | 306 136 134 €      | [ 3 ] |
| Economía, Hacienda y Fondos Europeos                            | Luis Ángel Agüeros Sánchez        | 529 750 226 €      | [ 3 ] |
| Educación, Formación Profesional y Universidades                | Sergio Silva Fernández            | 751 740 713 €      | [ 3 ] |
| Cultura, Turismo y Deporte                                      | Eva Guillermina Fernández Ortiz   | 99 535 317 €       | [ 3 ] |
| Desarrollo Rural, Ganadería, Pesca y Alimentación               | Pablo Palencia Garrido-Lestache   | 122 901 532 €      | [ 3 ] |
| Industria, Empleo, Innovación y Comercio                        | Eduardo Arasti Barca              | 241 680 806 €      | [ 3 ] |
| Salud                                                           | César Pascual Fernández           | 1 222 692 535 €    | [ 3 ] |
| Inclusión Social, Juventud, Familias e Igualdad                 | Begoña Gómez del Río              | 324 749 275 €      | [ 3 ] |
| Total                                                           | Total                             | 3 781 824 295 €    | [ 3 ] |

## Historial de presidentes y vicepresidentes

### Presidente del Consejo Interprovincial de Santander, Palencia y Burgos
1937: Juan Ruiz Olazarán (PSOE), nombrado por el Gobierno de España.
- 1937: Alfonso Orallo  (vicepresidente primero, FOM) y Vicente del Solar (vicepresidente segundo, CNT).

### Presidente de Cantabria

Emblema del Gobierno de Cantabria, elegido en 2017 tras concurso público.

1982-1984: José Antonio Rodríguez (independiente en las listas de CP), fue elegido inicialmente en 1982 como disidente de UCD con el apoyo del PSC-PSOE y ganó las elecciones de 1983 con mayoría absoluta.
- 1982-1984: vacante.

1984-1987: Ángel Díaz de Entresotos (AP), investido por la Asamblea tras la dimisión de José Antonio Rodríguez.
- 1984-1985: Ambrosio Calzada (PDP).
- 1985-1986: Lucas Martínez (PDP).
- 1986-1987: vacante.

1987-1990: Juan Hormaechea (independiente en las listas de AP), ganó las elecciones de 1987.
- 1987-1990: vacante.

1990-1991: Jaime Blanco (PSC-PSOE), presidió el Gobierno de gestión tras la moción de censura a Juan Hormaechea.
- 1990-1991: José Luis Vallines (PP).

1991-1995: Juan Hormaechea (UPCA), investido con el apoyo del PP, dimitió en 1994 y siguió en funciones hasta las elecciones del año siguiente.
- 1991-1992: Roberto Bedoya (PP).
- 1992-1995: vacante.

1995-2003: José Joaquín Martínez Sieso (PP), ganó las elecciones de 1995 y 1999, y fue investido con el apoyo del PRC. 
- 1995-2003: Miguel Ángel Revilla (PRC)

2003-2011: Miguel Ángel Revilla (PRC), investido con el apoyo del PSC-PSOE.
- 2003-2011: Dolores Gorostiaga (PSC-PSOE).

2011-2015: Ignacio Diego (PP), ganó las elecciones de 2011 con mayoría absoluta.
- 2011-2015: María José Sáenz de Buruaga (PP).

2015-2023: Miguel Ángel Revilla (PRC), ganó las elecciones de 2019, investido con el apoyo del PSC-PSOE.
- 2015-2019: Eva Díaz Tezanos (PSC-PSOE).
- 2019-2023: Pablo Zuloaga (PSC-PSOE).

2023-actualidad: María José Sáenz de Buruaga (PP), ganó las elecciones de 2023 y fue investida con la abstención del PRC.
- 2023-actualidad: vacante.